# برج الساعة (صفد)

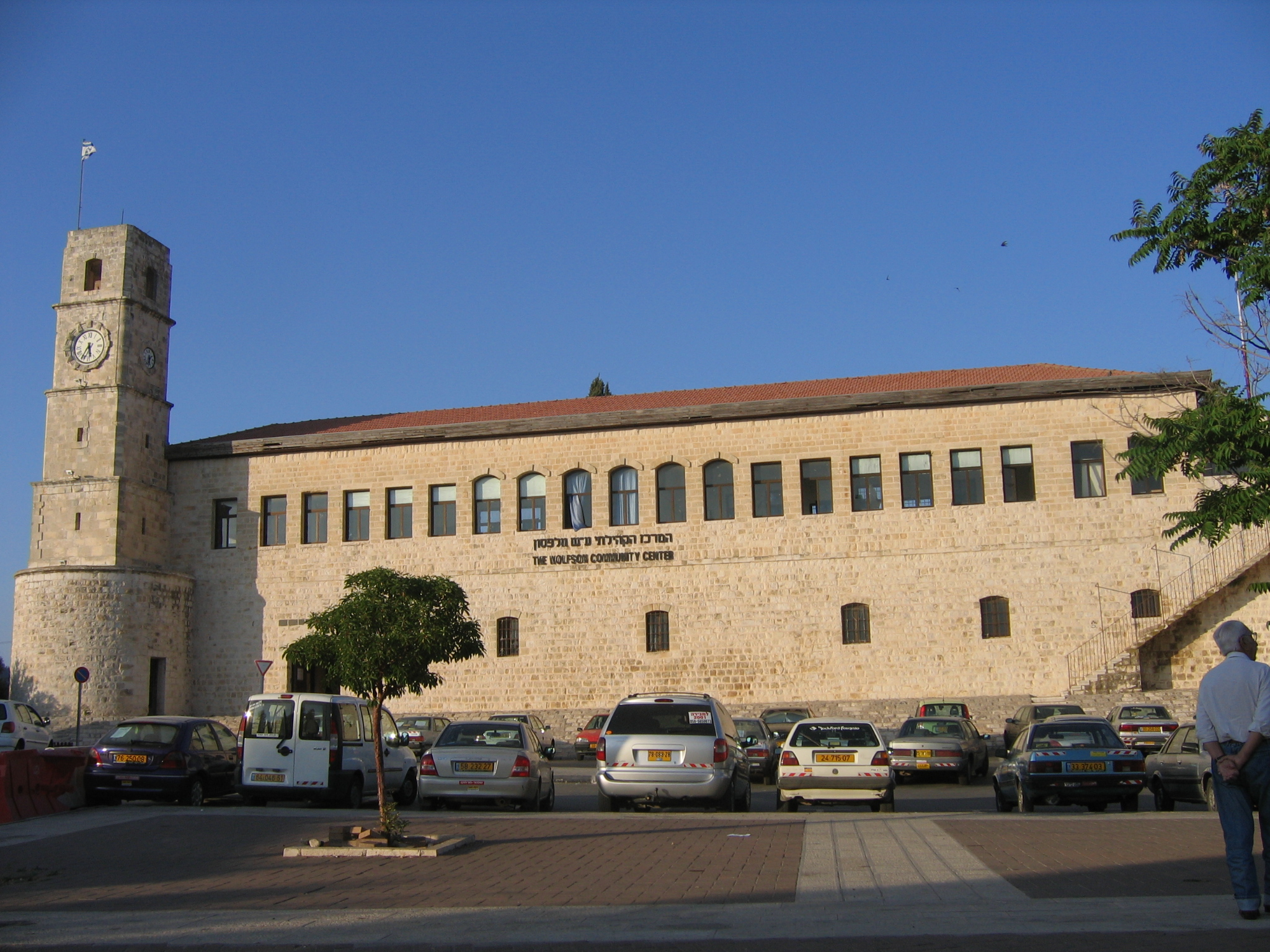
برج الساعة في مبنى السرايا التركي في صفد.

برج الساعة في صفد أو برج السرايا برج أثري يعود تاريخه للحقبة العثمانية في فلسطين. يقع بمحاذاة مبنى السرايا العثمانية في صفد التي كانت مركزا إداريا للمدينة. وهو واحد من 7 أبراج أقيمت في مدن فلسطين في العام 1901 احتفالاً بمرور 25 عاماً على اعتلاء السلطان عبد الحميد الثاني العرش العثماني (تقع الإبراج الأخرى في القدس، يافا، حيفا، عكا، الناصرة، نابلس - إلاّ أن برج القدس هدمته القوات البريطانية عند دخولها للمدينة). ويعتبر أحد أهم الأثار الباقية في صفد.

## الطراز المعماري

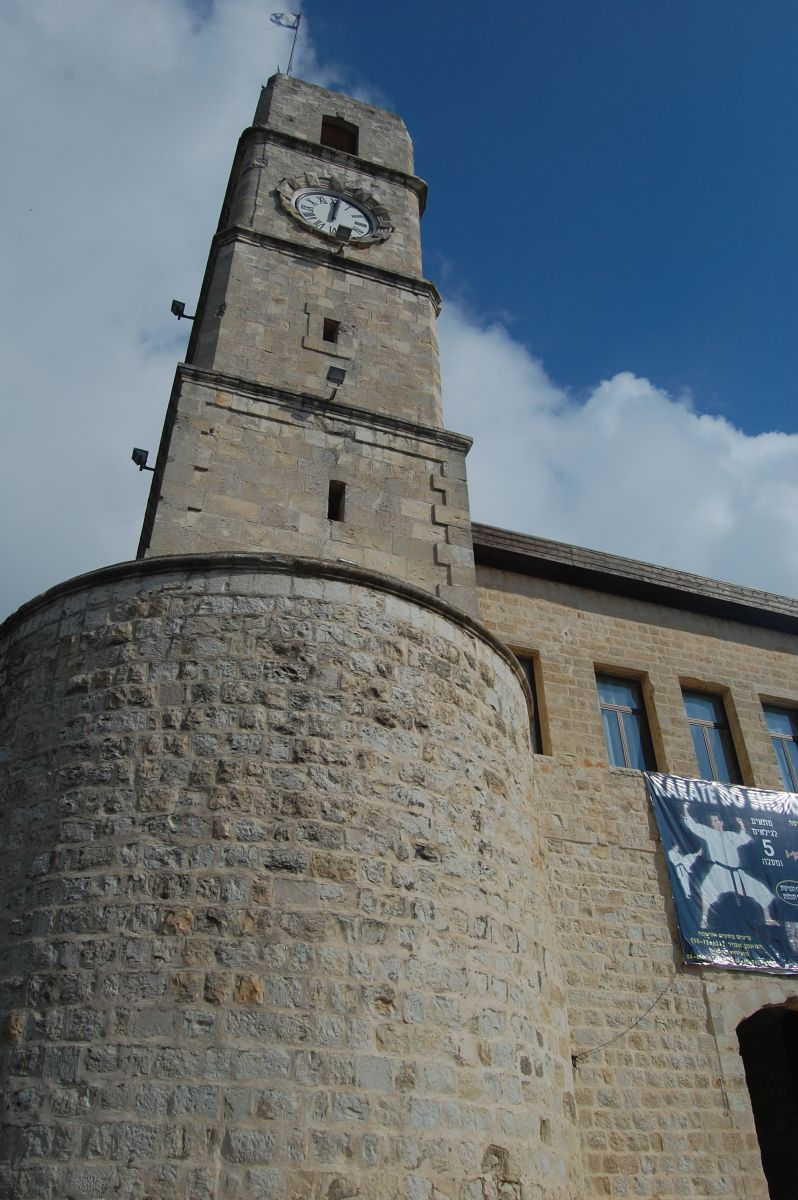

هناك عدة طوابق للبرج، ويحتوي على لوحة منقوش عليها بيوت شعرية توضح بناء البرج تخليدا للسلطان العثماني، وفي الطوابق العليا تقع في كل جهة ساعة، حيث حظيت المدينة لأول مرة بساعات عام 1901.